# Tour de France 2006/1. Etappe
Die 1. Etappe der Tour de France 2006 am 2. Juli bestand aus einem 184,5 km langen Rundkurs rund um Straßburg. Die Strecke führte auch 21 km über deutsches Gebiet (zwischen Offenburg und Kehl).
Geprägt war das Rennen von einer Spitzengruppe, die sich kurz nach dem Start gebildet hatte und aus sieben Fahrern bestand. Acht Kilometer vor dem Ziel, auf der Kehler Rheinbrücke, wurde der letzte Ausreißer Walter Bénéteau jedoch vom Feld eingeholt. Im Massensprint um den Etappensieg setzte sich eher überraschend der Franzose Jimmy Casper durch.
Dank zweier Bonifikationssekunden bei der letzten Sprintwertung in Kehl sicherte sich George Hincapie die Führung im Gesamtklassement. Der bisherige Gesamterste Thor Hushovd zog sich kurz vor dem Ziel eine tiefe Schnittwunde am Arm zu, da ein Zuschauer einen Werbegegenstand über die Absperrung gehalten hatte.

## Zwischensprints
1. Zwischensprint in Saverne (53 km)
| Erster  | Benoît Vaugrenard | 6 P. und 6 s |
| Zweiter | Walter Bénéteau   | 4 P. und 4 s |
| Dritter | Unai Etxebarria   | 2 P. und 2 s |

2. Zwischensprint in Plobsheim (137 km)
| Erster  | Walter Bénéteau   | 6 P. und 6 s |
| Zweiter | Benoît Vaugrenard | 4 P. und 4 s |
| Dritter | Matthieu Sprick   | 2 P. und 2 s |

3. Zwischensprint in Kehl (175,5 km)
| Erster  | Walter Bénéteau   | 6 P. und 6 s |
| Zweiter | Sébastien Hinault | 4 P. und 4 s |
| Dritter | George Hincapie   | 2 P. und 2 s |

## Bergwertungen
Côte de Heiligenstein, Kategorie 4 (101,5 km)
| Erster  | Fabian Wegmann  | 3 P. |
| Zweiter | Matthieu Sprick | 2 P. |
| Dritter | Unai Etxebarria | 1 P. |

- Siehe auch: Fahrerfeld